# Frode Nielsen Dann

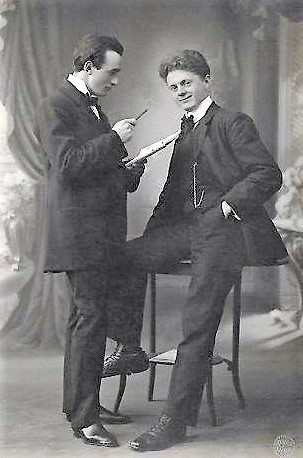
Frode Nielsen mit Albert Elmstedt (um 1918)

Frode Nielsen, ab 1934 Frode Nielsen Dann (* 10. September 1892 in Jelstrup (Kirchspiel in der heutigen Vesthimmerlands Kommune in Nordjütland) bei Aars; † 9. März 1984 in Esbønderup), war ein dänischer Maler, Kunstlehrer an einer Malschule und deren Direktor sowie Kunstkritiker. Er war während fast seiner gesamten Karriere in den USA tätig.

## Herkunft und Ausbildung

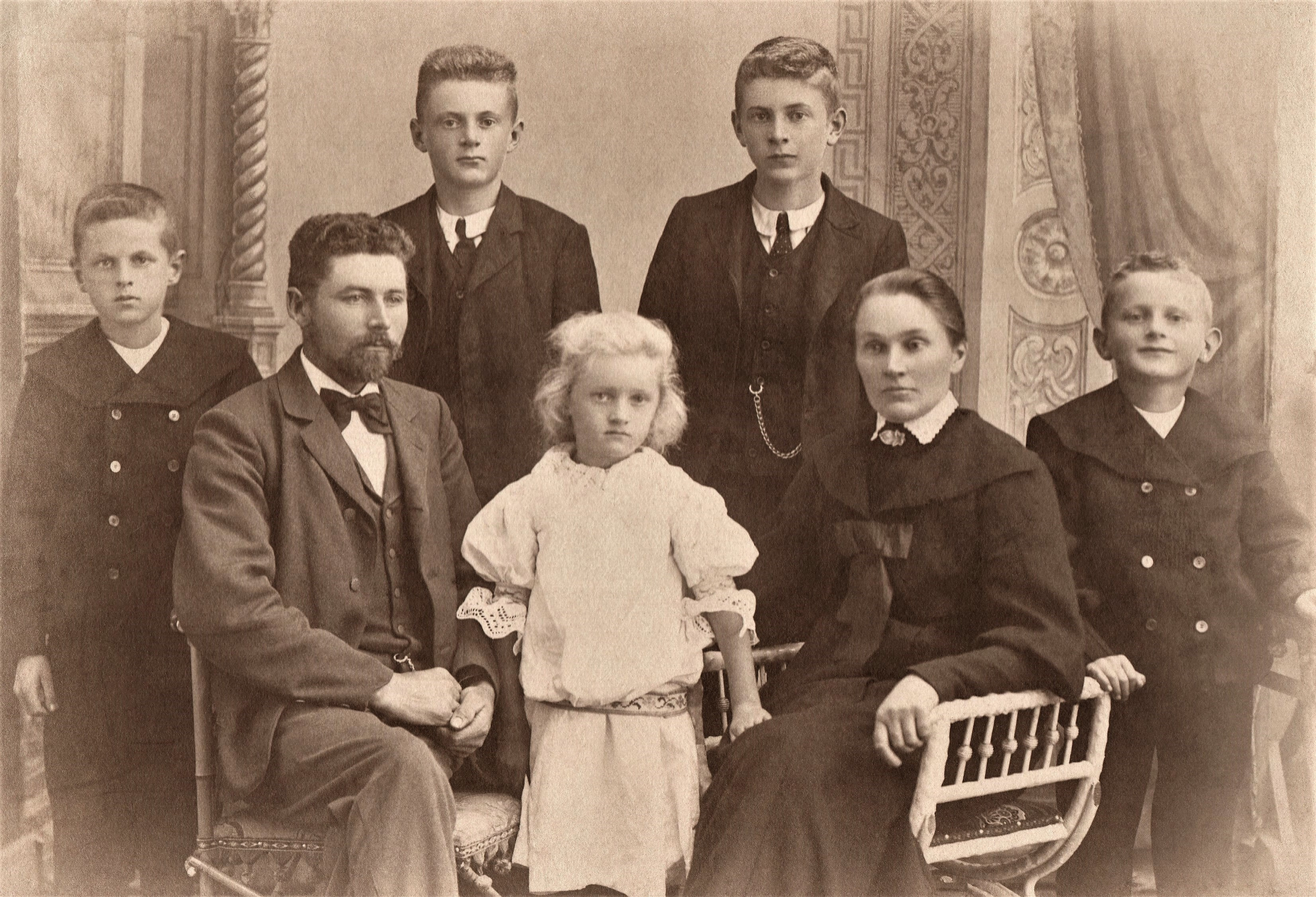
Familie Niels Nielsen aus Jelstrup (1906)

Frode Nielsen war das zweite Kind der Eheleute Niels Nielsen (* 1867) und Else Marie Jensen (* 1864), Besitzer des Hofes „Vestmark“ in Jelstrup. Er hatte einen älteren Bruder, Jens (1891–1978), und zwei jüngere Brüder, Karl (1895–1979) und Valdemar (1897–1986) sowie zwei Schwestern, Marie (1900–1992) und Dagny (1909–1990). Alle Geschwister waren mehr oder weniger künstlerisch tätig.
Frode wurde, wie seine Geschwister auch, gemeinsam mit ihnen zu Hause unterrichtet (in Dänemark gibt es keine Schulpflicht, wohl aber eine Unterrichtspflicht). Da der Vater nicht nur Landwirt, sondern auch Gründer einer Freien Schule für Schüler fortgeschrittenen Alters war, erfolgte der Unterricht nach den Prinzipien des Schulreformers Christen Kold und nach den Vorstellungen des Kirchenreformers Grundtvig.
Als Frode Nielsen 14 Jahre alt geworden war und die Schulzeit beendet hatte, absolvierte er auf Veranlassung seines Vaters eine vierjährige Malerlehre, obwohl sein eigentlicher Berufswunsch Kunstmaler war. Sein Vater wollte aber, dass er zunächst einen handwerklichen Beruf erlerne. Nach der Malerlehre konnte er Häuser anstreichen und Möbel farblich dekorieren. Nachdem er Malergeselle geworden war, restaurierte er alte Bauernschränke, die er mit klassischen dänischen Mustern bemalte. Er fühlte aber, dass er eine weitergehende Ausbildung brauchte. So besuchte er mit 18 Jahren ab 1910 für zwei Jahre die Technische Schule in Aalborg und mit dem Abschluss erhielt er die Berechtigung zum Studium. 1913 reiste er für einige Zeit durch Deutschland, die Schweiz und Italien und besuchte u. a. Berlin, München und Venedig. Noch schwankte er zwischen Maler, Dichter und Priester als Beruf. Handwerker wollte er nicht bleiben. Eine Entscheidung wollte er später treffen und machte erst einmal 1916 seinen Abschluss am Døckers-Kursus. Im selben Jahr traf er dann seine Berufsentscheidung und teilte im Dezember 1916 in einem Brief an die Mutter seiner zukünftigen Frau Kirsten Kjær mit, dass er nicht Priester werden würde, wie viele während seines Studiums am Døckers-Kursus vermutet hatten. Er wurde 1916 als Student an der Kunstakademie in Kopenhagen aufgenommen. Dort studierte er ab Januar 1918 Malerei bei Peter Rostrup Bøyesen. Nach einem Semester brach er das Studium ab.

## Ehe mit Kirsten Kjær

### In Dänemark

Kirsten Kjær und Frode Nielsen (1925)

Seine erste Ehefrau, die spätere Malerin Maren Kirstine (Kirsten) Kjær Andersen(1893–1985) aus Vester Thorup hat er vermutlich bereits 1912 in Aalborg kennengelernt, wo sie an der Justitsraad Møllers Handelsskole (Justizrat-Møllers-Handelsschule) eine 1911 begonnene kaufmännische Ausbildung machte, die sie 1913 abschloss. Sie hatte schon lange ein Auge auf den gut aussehenden Frode mit den gewellten Haaren und den ernsten, dunklen Augen geworfen und bewusst geplant, dass sie einmal ein Paar würden. Die Verlobung muss etwa 1913 stattgefunden haben. Gleich danach ging Kirsten Kjær, weil sie die Welt kennen lernen wollte, nach Köln, fand dort eine Arbeit als „Korrespondentin“ und verliebte sich in einen deutschen Architekten, weshalb Frode Nielsen 1914 nach Köln reiste, um seine Verlobte zur Rückkehr an seine Seite zu bewegen. Nach Ausbruch des Ersten Weltkriegs musste Kirsten Kjær Deutschland verlassen und kehrte nach Dänemark und zu Frode Nielsen zurück.

Kirsten Kjærs Brief an Frode Nielsen (Mai 1919)

1916 zogen die beiden nach Kopenhagen und wohnten zusammen in der Allégade 25B, 3. Stock links, in Frederiksberg in einem Quartier, in dem auch viele andere Künstler wohnten, weil Kopenhagen mittlerweile zu einem „Paris des Nordens“ geworden war und auch viele Studenten aus anderen europäischen Ländern anzog. Am 16. August 1918 heirateten sie in ihrem Geburtsort in Nordwest-Jütland. Nach ihrer Heirat trug seine Frau den Namen Kirsten Kjær Nielsen. Während sie weiter in verschiedenen Büros in Kopenhagen arbeitete, brach Frode Nielsen 1918 sein Studium ab und arbeitete bis 1925 für das dänische Nationalmuseum als Restaurator von Kircheninventar. Er arbeitete nacheinander an verschiedenen Orten, so dass er häufig für längere Zeit nicht zu Hause war. Mit den Aufgaben, dem Gehalt und der unsicheren Kurzzeitbeschäftigung war er nicht zufrieden und überlegte, ob er sich für den Nationalen Zeichenlehrerkurs bewerben sollte, um seinen Lebensunterhalt zu verdienen.
1925 gab es aber einen besonderen Lichtblick in Frodes Leben. Er begann, unter dem Restaurator Niels Termansen zu arbeiten, der ebenfalls für das dänische Nationalmuseum tätig war. Termansen hatte bahnbrechende Methoden zur Farbforschung und Farbkonservierung entwickelt und war für seine Restaurierungen von Kirchenmöbeln hoch angesehen. Als Frode Nielsen also zu dem Team stieß, das unter Termansens Leitung ein ramponiertes Altarbild in ein wunderbares Stück verwandeln sollte, das in der renovierten Klosterkirche von Løgum aufgestellt werden sollte, war das eine Chance, Restaurierungstechniken auf höchstem Niveau zu erlernen. Und das waren Fähigkeiten, die Frode Nielsen später gut gebrauchen konnte. Während dieser Arbeit in Løgumkloster wohnte er in der dortigen Storegade 13, nicht weit von der Wohnung seines Freundes und zukünftigen Schwagers Albert Elmstedt, der nach einer Italienreise von 1924 bis 1926 in der Storegade 16 logierte. Sein Interesse an der Kunst behielt Frode Nielsen bei, und während er im ganzen Land arbeitete, erweiterte er seinen Bekanntenkreis. Er lernte mehrere Mitglieder der Künstlervereinigung Frie Jydske kennen, Maler, die in Aarhus ausstellten. Mit seiner Frau führte er eine rege Korrespondenz. Bei manchen Aufgaben begleitete und half sie ihm, wie z. B. bei den Restaurationsarbeiten in der Klosterkirche von Løgum, wo sie begann, angeleitet durch ihren Mann, sich stärker mit Malerei zu beschäftigen. Etwas später übernahm Frode Nielsen eine Stelle als Lokalredakteur bei der Tageszeitung „Himmerland“ in Aars. Danach arbeitete er als Redakteur des Vort Landboblad (deutsch etwa „Unsere Zeitung für das Landleben“). Zur selben Zeit reifte auch der Plan, in die Vereinigten Staaten zu gehen und dort ihr Glück zu versuchen, er als Restaurateur und sie als Künstlerin.
Den Sommer 1924 verbrachten sie gemeinsam, steuerten aber bald aufgrund von Kirsten Kjærs Zweifeln an der Richtigkeit ihrer Ehe und ihrer Verzweiflung an den Rollenerwartungen, mit denen sie sich immer wieder auseinandersetzte, in eine Ehekrise. In dieser Phase ging Kirsten Kjær eine neue Beziehung mit ihrer beider gutem Freund aus der Anfangszeit in Kopenhagen, Thorvald Olesen (1891–1977), ein und auch eine Scheidung wurde ins Auge gefasst. Frode Nielsen gelang es erneut (wie zehn Jahre zuvor) sie dazu zu bringen, ihm zu folgen und einen anderen Mann zu verlassen, den sie ebenfalls liebte. Thorvald Olesen wollte jedoch eher glauben, dass es ihrem „wahren weiblichen Mitleid und Erbarmen“ zu verdanken war, dass sie bei ihrem angetrauten Ehemann blieb. Frode Nielsen legte großen Wert darauf, eine Grundlage für sein und das Leben seiner Frau zu schaffen. Er verfolgte dabei einen sehr praktischen Ansatz, und es sollte sich bald zeigen, dass er ihr Talent und die Möglichkeiten, es zu entwickeln, so sehr schätzte, dass er bereit war, seine eigenen Bedürfnisse zurückzustellen – eine sehr seltene Einstellung unter Ehemännern in Künstlerehen jener Zeit.
Seine von Gauguin begeisterte Frau zog es im Sommer 1926 zu einem Studien- und Malaufenthalt nach Frankreich, zu dem er sie begleitete und wo sie sich einige Monate aufhielten und wo sie sowohl in Paris als auch im Burgund wohnten. Diese Reise diente auch zur Überbrückung der Wartezeit, bis sie alle ihre Papiere für die Einreise in die USA in Ordnung gebracht hatten. Sie dauerte über ein Jahr und das Warten auf die Einreisepapiere muss eine Tortur für sie gewesen sein. Im November konnten sie endlich die Reise antreten, die damals 2–3 Wochen dauerte. Nach einer stürmischen Atlantiküberquerung erreichten sie am 1. Dezember New York, von wo aus sie mit dem Zug nach Kalifornien weiterfuhren und am 6. Dezember ankamen.

### In den USA
Das Paar ließ sich in Santa Rosa (Kalifornien) nieder, wo auch zwei Onkel von Frode wohnten und ein Möbelgeschäft hatten. Von ihnen sollte er erste Werbematerial-Aufträge für den Start ins Arbeitsleben bekommen. Dort blieben sie 6 Monate. Über seine Motivation, in die USA überzusiedeln, sagte er 1965 in einem Interview:

„Ich möchte sagen, ich hatte einige Onkel da drüben und einer von ihnen war sehr an mir interessiert und er drängte mich zu kommen und so kam ich. Ich versuchte es einfach und es gefiel mir und so bin ich hier geblieben. […] Es [die Überlegung, in die USA zu gehen] begann schon zu der Zeit, als ich geheiratet habe.“

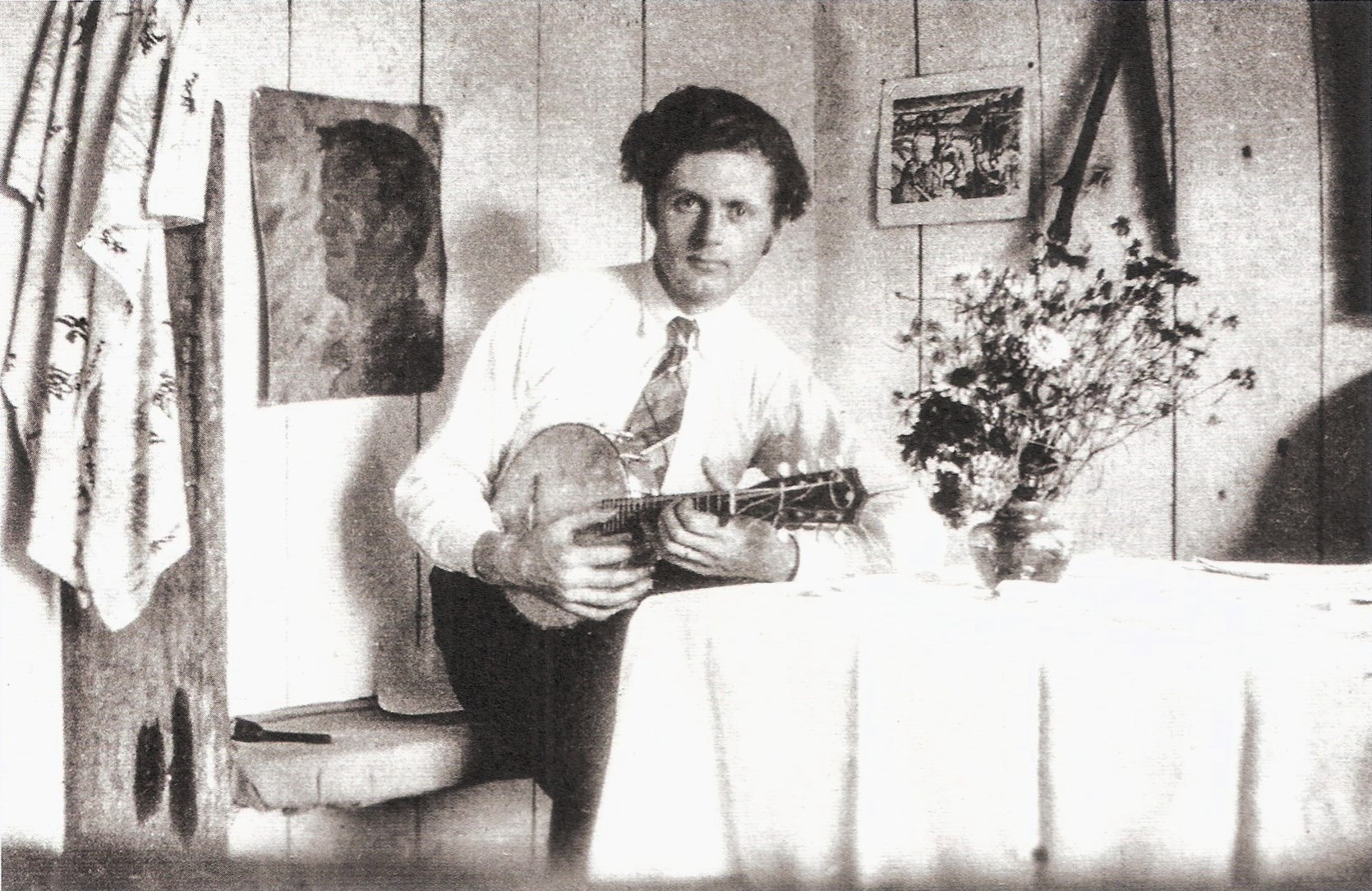
Frode Nielsen mit dem Banjo (Foto von Kirsten Kjær, 1928)

Frode Nielsens Onkel in den USA unterstützten das junge Malerpaar. Kirsten Kjær berichtet in einem Brief nach Hause, dass Frodes Onkel Anders ihm eine Violine und ein Banjo geschenkt habe, weil er dachte, es wäre gut für ihn, wenn er sich auch mit Musik beschäftige, während Frode und Kirsten versuchten, beruflich als Kunstmaler voranzukommen. Die Idee fanden sie wohl gut und haben das Banjo auch ausprobiert, müssen sich dann letztlich aber doch für ein Cello entschieden haben, weil Frode Nielsen sich als Cellospieler gemalt hat. – Später kam zu den Musikinstrumenten auch noch ein Klavier hinzu. Es ist nicht belegt, dass die Nutzung der Instrumente ihre künstlerischen Fähigkeiten befördert hätte. In Kalifornien konnten Frode Nielsen und Kirsten Kjær von ihrer Malerei jedoch nicht leben. Daher arbeitete er anfänglich als Lehrer am Kunstinstitut des Los Angeles County.

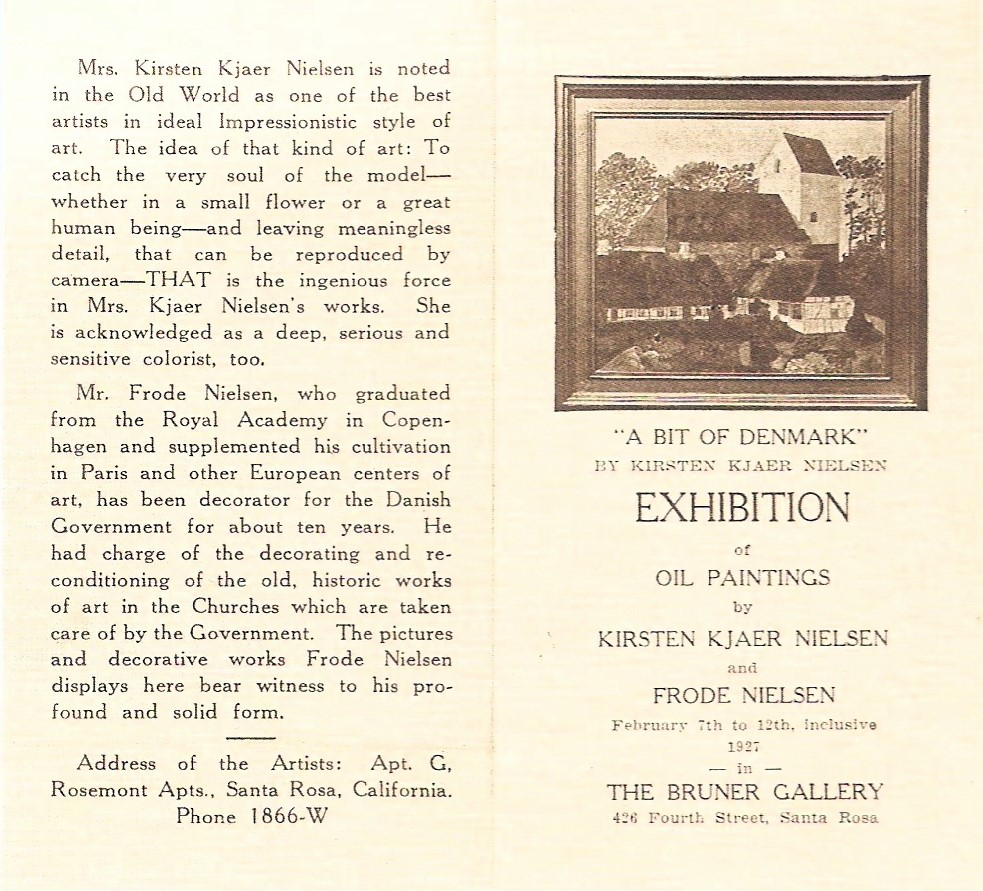
Katalog der Ausstellung 'A bit of Denmark' von Kirsten Kjær und Frode Nielsen in Santa Rosa (1927)

Frode Nielsen verdiente sein Geld von Anbeginn seiner Zeit in Kalifornien mit Restaurationsarbeiten. Dekorations- und Werbekunst im Dienste der Wirtschaft sei in den Vereinigten Staaten ein riesiges Berufsfeld, hatte er erfahren, und in Kalifornien war San Francisco der Hauptsitz dieses Wirtschaftszweigs. Auf diesem Gebiet wollte er nun als Angestellter anfangen und schließlich sein eigenes Geschäft haben, und sein Onkel Anders wollte ihm auch dabei helfen. Nach Recherchen über Arbeitsmöglichkeiten und die Wohnungspreise zog das Paar im Juni 1927 nach Oakland, nachdem es sich Ateliers in San Francisco angesehen und festgestellt hatte, wie teuer diese waren. Sein Aufenthalt in Oakland war jedoch nur kurz. Kirsten Kjær hatte bald Mitleid mit ihrem Mann, der vierzehn Tage lang herumlaufen musste, bevor er Arbeit fand. Auch die Fahrt mit der Fähre über die Bucht nach San Francisco, wo er den Großteil seiner Aufträge abholen musste, erwies sich als zermürbender und zeitraubender als erwartet. Mit den langen Arbeitstagen, die nötig waren, um seine Frau, die ihre Karriere als Malerin weiterverfolgte, zu unterstützen, war Nielsen überfordert, und so waren sie nach knapp zwei Monaten bereit, erneut umzuziehen. Im August 1927 zogen sie nach San Francisco, dem künstlerischen und kulturellen Zentrum Kaliforniens. Dort begann er mit regelmäßigen Malerarbeiten und konnte den Familienunterhalt durch hochwertige Restaurations- und Dekorationsarbeiten vornehmlich in den Villen und Landhäusern begüterter Amerikaner bestreiten. Mit seinen Dekorationsjobs konnte er doppelt so viel verdienen wie zu Hause in Dänemark – ohne dass das Leben doppelt so teuer war.
Zur gleichen Zeit, als Kirsten Kjær auf Ausstellungen Erfolg hatte, wurde Frode Nielsen zu einem begehrten Dekorationsmaler. Er musste in der Gegend leben, in der es die Aufträge gab, und arbeitete manchmal sogar in Santa Rosa für einige der wohlhabenden Leute, die sie dort kennengelernt hatten. Sie hingegen konnte sich mit seiner finanziellen Unterstützung 1928 in Monterey sogar ein Atelier leisten und verbrachte dort die Sommermonate in idyllischer Umgebung am Meer. Von dort aus verfolgte sie ihre Künstlerkarriere und knüpfte erfolgreich Kontakte zu anderen Künstlern. Die Situation war ein bisschen wie ehemals zu Hause in Dänemark: Er reiste, auch für kirchliche Aufträge, durch Kalifornien, arbeitete hart und sah seine Frau nur gelegentlich. Er unterstützte sie und gab ihr Rückendeckung, aber schon Anfang 1928, als Freunde in der Heimat die Fotos vom Leben des Künstlerpaares im „Gelobten Land“ erhielten, waren sie nur noch gelegentlich zusammen.
Frode Nielsen, der stets als geduldig und fast immer optimistisch galt, geriet offenbar um die Jahreswende 1928/1929 in eine Krise. Seine Arbeitsbedingungen waren nicht zufriedenstellend, das Weihnachtsfest verbrachte er krank und allein. Seine Frau war auf einer Abenteuerreise, die sie bis an die mexikanische Grenze führte. Er brauchte eine Neuorientierung und die fand er in Pasadena. Auch diese Stadt profitierte von der enormen wirtschaftlichen Entwicklung im Kalifornien der 1920er Jahre, die sich im Obstanbau, in der Ölindustrie und in der Filmindustrie manifestierte. Damit stieg auch die Nachfrage nach kommerzieller und unabhängiger Kunst als Zeichen des Erfolgs der neuen Reichen. 1929 wurde Frode Nielsen eine gut bezahlte Stelle mit einer eigenen hellen, freundlichen und beheizten Werkstatt in einem Unternehmen angeboten. Sein neuer Arbeitgeber, Bradford Perin (1888–1963), legte nicht nur Wert auf erstklassige Qualität bei den auszuführenden Dekorations- und Restaurationsarbeiten, er war selbst auch Künstler und malte Bilder. Frode Nielsen und Kirsten Kjær zogen nach Pasadena um.

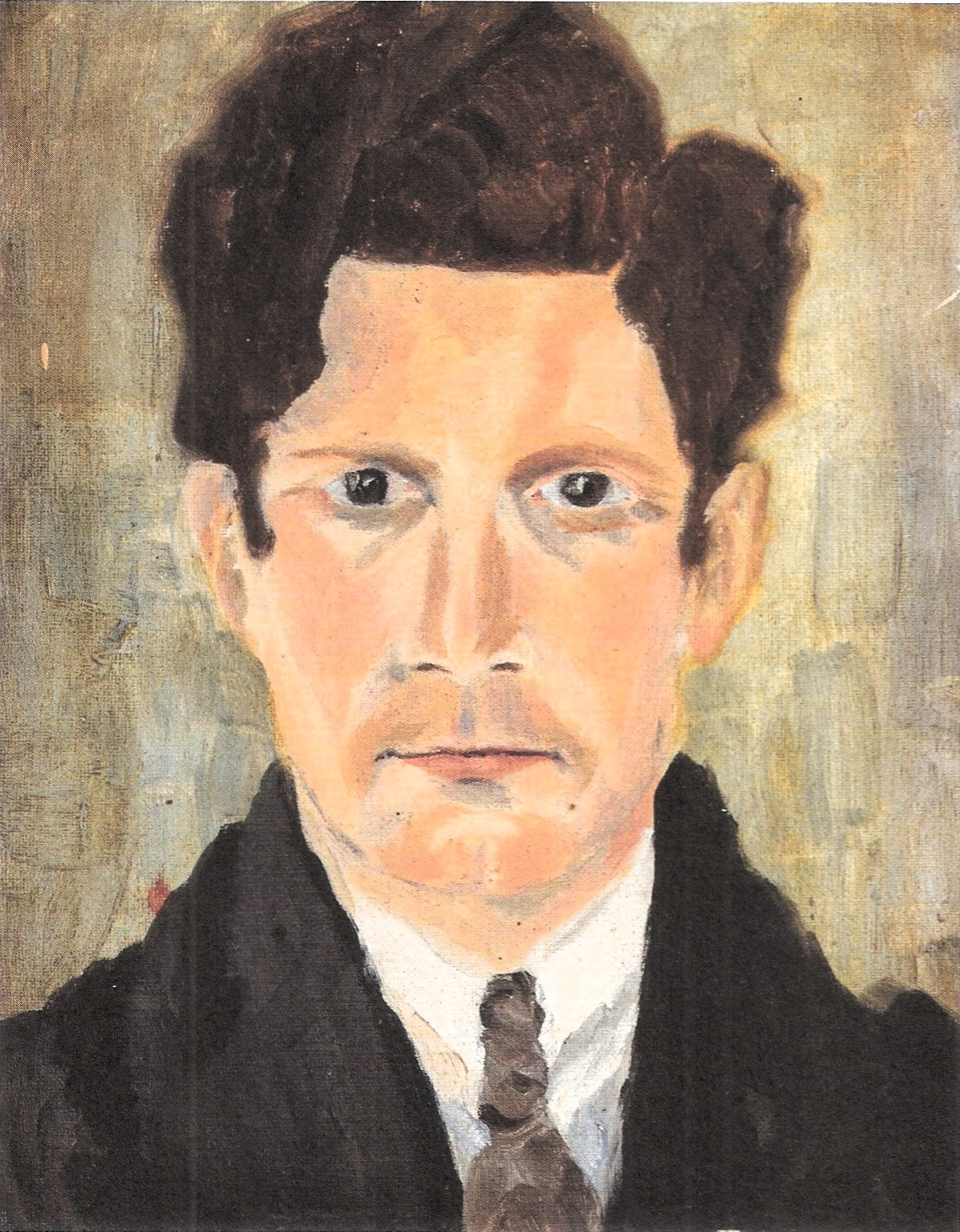
Kirsten Kjær – Frode Nielsen en face (Öl auf Leinen, 1925–26)

Seine Frau blieb nur bis 1929 mit ihm in Amerika. Nach drei Jahren in den USA zog es sie wieder heim, angeblich weil sie dachte, mit ihm zu leben sei doch auf die Dauer zu langweilig, und sie reiste Ende 1929 nach Dänemark zurück. Ihre Ehe war mit ihrer Rückreise faktisch beendet. – Frode Nielsen blieb in den USA. Die Ehe mit Kirsten Kjær wurde erst im Oktober 1934 geschieden. Sie waren zwar 16 Jahre verheiratet, aber ihre Ehe hatte nur wenige ruhige Phasen. Bevor sie offiziell geschieden wurden, wurde die Beziehung mehrmals unterbrochen, meist aufgrund von Kirstens Kjærs Zweifeln. Ihre Beziehung hielt jedoch trotzdem ein Leben lang. Später hat sie erklärt, dass sie die Ehe vor allem wegen des Drucks der Außenwelt eingegangen sei. Sie hat Frode Nielsen als einen fürsorglichen Mann dargestellt, der zu anders war als sie, als dass die Ehe auf Dauer hätte aufrechterhalten werden können. Zugleich war es Kirsten Kjærs innerer Konflikt mit ihrer Mutter, die sich, auch dem sozialen Druck der dörflichen Gesellschaft ausgesetzt, sehr darum bemüht hatte, ihre Tochter zu einer ordentlichen und verantwortungsbewussten jungen Frau zu erziehen, die in der Lage sein sollte, häusliche Aufgaben zu übernehmen und die deshalb ihre Tochter in eine traditionelle Frauenrolle zu pressen versucht hat. Dagegen hat sich Kirsten Kjær zeitlebens mit ihrem großen Wunsch nach Freiheit und mit einer starken Abneigung gegen enge Grenzen gewehrt. Frode Nielsen verteidigte gegenüber seinen Schwiegereltern vehement ihr Recht, Konventionen zu ignorieren, die den beiden bei der Verfolgung ihrer Ziele im Weg standen. Kirsten Kjær hat ihr Leben lang immer wieder an Anfällen von Unsicherheit und Minderwertigkeitsgefühlen gelitten. die auch Frode Nielsens Ehe mit ihr maßgeblich beeinflusst haben. Sie unterstellte ihrem Mann, dass er die Erfüllung dieser traditionellen Frauenrolle von ihr erwarte, von der sie wusste, dass sie sie nicht würde erfüllen können und dies auch nicht wollte. Sie wünschte sich, seine Partnerin, Ratgeberin und Gefährtin sein zu können und hat darum gerungen. Es waren dieser Freiheitsdrang und das Ideal gleichberechtigter Partnerschaft, die sie als Frau in der Gesellschaft des frühen 20. Jahrhunderts nur schwer ausleben konnte und die das Ende ihrer Ehe mit Frode Nielsen zur zwangsläufigen Folge hatten.

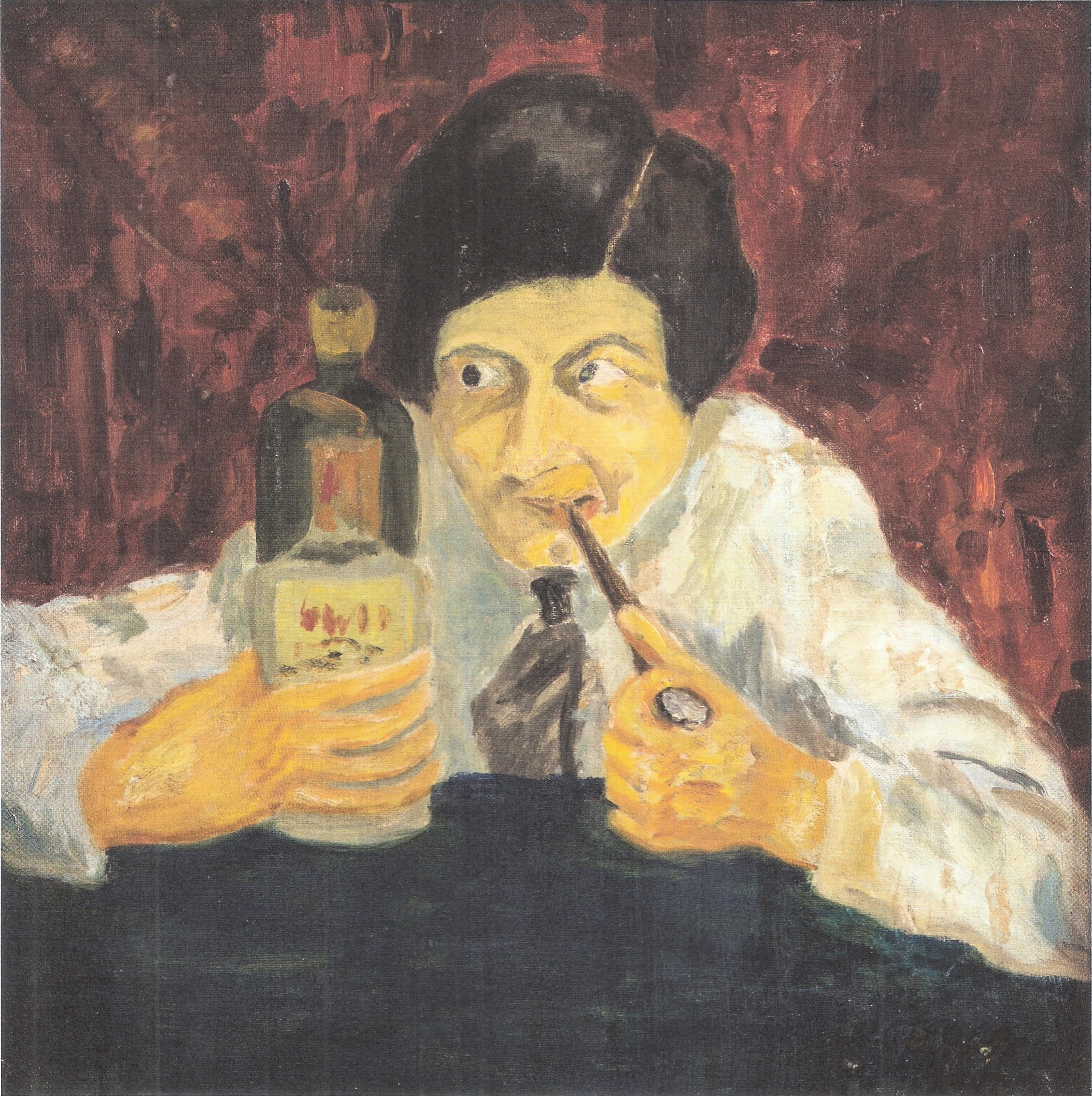
Kirsten Kjær – Alkoholverbot (Frode Nielsen) (ÖaL 1927)

In der Zeit nach der Trennung 1929 unternahm er Reisen nach Europa, so 1930 nach Deutschland, Frankreich und England. Außerdem 1939 und 1949 nach Dänemark. Unmittelbar nach der Scheidung erweiterte Frode Nielsen am 11. Oktober 1934 seinen Namen um den Zusatz „Dann“.
Laut US-Census von 1940 wohnte er in einem Appartement im Haus 1000 South Arapahoe Street in Los Angeles, einem Haus, in dem auch die Eigentümerin und vier weiteren Parteien wohnten. Beruflich stützte er sich immer noch nicht ausschließlich auf die Malerei. 1943 wurde er Perspektivzeichner in einer Flugzeugfabrik. Ein Jahr später hatte er einen Job in der Abteilung für Spezialeffekte bei der Fox Film Corporation, dazu war er Leitungsmitglied im Council of Allied Artists. 1945 wurde er Lehrer am Otis-Kunstinstitut, ebenfalls in Los Angeles. Danach arbeitete er am Chaffey-College, einer Art Volkshochschule in der Nähe von San Bernardino.

## Ehe mit Anna Katharine Skeele
Frode Nielsen lernte Anna Katharine Skeele (1896–1963) bereits 1923 während eines Kostümfestes in Monterey kennen. Kirsten Kjær stellte die beiden einander vor und darf damit als Stifterin von Frode Nielsens zweiter Ehe gelten. Kirsten Kjær war mit Anna Katharine Skeele befreundet, einer Künstlerin und Kunstlehrerin für den Monrovia-Arcadia-Duarte-Schuldistrikt
Katharine Skeele (geschrieben auch: Katherine Skeele), im Künstler-Freundeskreis Katie genannt, wurde in Wellington, Ohio geboren und wuchs dort und in Michigan auf, wo sie sich schon als Teenager für Kunst begeisterte. Sie studierte zuerst am Pomona College (heute University of Southern California in Monrovia), dann an der California School of Fine Arts. Später ging sie zur Art Students League of New York, an die Académie de la Grande Chaumière in Paris sowie an die Accademia di Belle Arti (Florenz). Lebenslang widmete sie ihre Aufmerksamkeit den einheimischen amerikanischen Völkern und Kulturen im Südwesten der USA. Ihre künstlerischen Arbeiten sind in den meisten Sammlungen der Kunstmuseen in Kalifornien präsent. Nach Kirsten Kjærs endgültiger Abreise nach Dänemark 1929 dauerte es noch vier Jahre, bis Frode Nielsen und Katharine Skeele ein Paar wurden. Die beiden heirateten erst nach 12 Jahren am 11. Juni 1946 in Ojai in Kalifornien und Katharine Skeele trug fortan den Namenszusatz „Dann“. 1951 gründete er gemeinsam mit seiner Frau die Pasadena School of Fine Arts, wo er als Direktor der Schule und beide als Lehrer zusammen mit Ejnar Hansen (1884–1965) und Milford Zornes (1908–2008) arbeiteten. 1955 ließen sich die beiden auch in Pasadena nieder. Er hatte durch seine Leitungstätigkeit weniger Zeit für die Malerei, sie hingegen konnte viel Zeit dafür aufwenden und beide stellten ihre Bilder bei lokalen Präsentationen aus. Außerdem hatten sie Ausstellungen in der Chaffey College Gallery, heute Chaffey Community Museum of Art in Ontario, wo er früher selber gearbeitet hatte, und in der Whittier Art Gallery in Whittier (Kalifornien). Frode Nielsen Dann selbst leitete die Schule nur bis 1961, da war er 69 Jahre alt. Danach hatte er nur noch seine eigene private Klasse, und für einige Zeit unterrichtete er acht bis zehn der besten Künstler in der Region. Ab 1956 arbeitete er bis in die erste Hälfte der 1960er Jahre als Kunstkritiker für die „Pasadena Star-News“ und erwarb sich mit dieser Tätigkeit, unterbrochen durch Reisen, landesweite Beachtung und Anerkennung.
Ab Mitte der 1960er Jahre war er im Sommer jährlich in Dänemark und vorher schrieb er jedes Mal an Kirsten Kjær, dass er kommen werde. Sie trafen sich stets in Hviids Vinstue (Hviids Weinstube). Sie blieben gute Freunde, wie seine Nichte Anne Grete Nielsen (eine Tochter von Karl Nielsen) berichtet. In Harald Fuglsangs großem Buch über Kirsten Kjær werden einige Briefe von Frode an Kirsten zitiert und zeigen ihn als eine liebevolle und fürsorgliche Persönlichkeit, ein Eindruck, der von Anne Grete Nielsen bestätigt wird.
Nachdem Anna Katharine Skeele Dann am 28. Juni 1963 gestorben war, kehrte Frode Nielsen Dann in der 2. Hälfte der 1960er Jahre nach Dänemark zurück und ließ sich anfangs im Haus seiner Schwester Dagny im Trouvillevej 1 in Hornbæk in Nord-Seeland nieder. Dort wohnten später ab Ende der 1970er Jahre zeitweilig auch seine Schwester Marie sowie seit 1968 auch Karl nach seiner Rückkehr und Umsiedelung aus Hamburg. Ende der 1960er Jahre zog er nach Esbønderup um. Frode Nielsen Dann starb mit 91 Jahren in Esbønderup, ist aber auf dem Friedhof von Havbro in Himmerland in der Nähe seines Geburtsorts beigesetzt worden. Er hatte keine Nachkommen. Sein persönliches Archiv hat er den Archives of American Art (Archive der amerikanischen Kunst), Smithsonian Institution, Washington überlassen.

## Künstlerische Entwicklung
In den USA beschäftigte sich Frode Nielsen anfangs besonders mit der Aquarellmalerei, malte dann aber auch Ölbilder.

„Ich benutzte jedes Medium, auf das ich Lust hatte. Manchmal zeichnete ich, manchmal malte ich. Aquarellmalerei war mein Hauptmedium für viele, viele Jahre. Bis vor etwa 20 Jahren [d. h. um 1945], und dann begann ich, mich wieder mehr für Malen mit Ölfarben zu interessieren.“

Stilistisch zwischen Realismus und frühem Expressionismus angelehnt malte er mehrheitlich Natur- und Stadtlandschaften, Brückenbauwerke, Blumen-Stillleben und Portraits in einem sorgfältigen, traditionellen Stil.
Frode Nielsen Dann war Mitglied der California Watercolor Society und 1942–1943 deren Vorsitzender. Seine Bilder signierte er mit „Frode Dann“. Heute erzielen seine Werke auf Auktionen Preise von mehreren Hundert Dollar (Aquarelle) und mehreren Tausend Dollar (Ölbilder).

## Ausstellungen
- Jährliche Ausstellungen in kalifornischen Museen (Los Angeles, San Diego, Santa Barbara, San Francisco).
- Riverside Museum in New York und Pennsylvania Academy of the Fine Arts.
- 1939–1940 Weltausstellung in San Francisco.[4]
- 1944 Santa-Barbara-Museum.[15]
- 1945 Whittier Art Society, Los Angeles.[3]
- 1953 Norton Simon Museum in Pasadena [Einzelausstellung, die einzige in den USA][19][3]
- 1983 Himmerlands Kunstmuseum Aars (Retrospektive mit Bildern seiner Schwester Dagny).